# Lisias

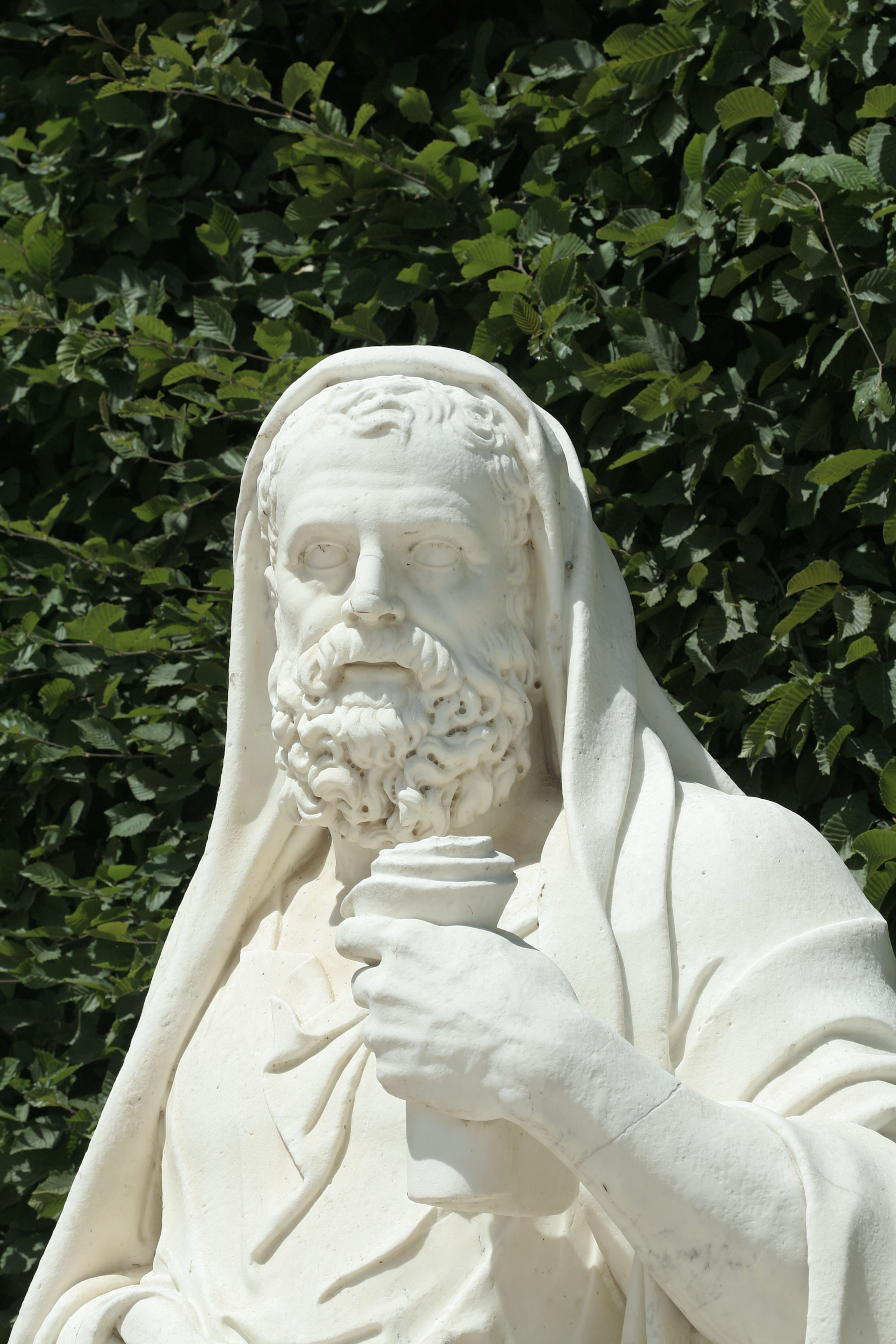
Jean Dedieu (1646 - 1727): estatua de Lisias. Jardines de Versalles.

Lisias (Λυσίας, Atenas, 458 - 380 a. C.) fue uno de los diez oradores áticos.

## Biografía
A pesar de haber nacido en Atenas, fue meteco y nunca gozó del derecho de ciudadanía ya que su padre, Céfalo, era de Siracusa. En el año 404 a. C., el régimen oligárquico de los Treinta Tiranos privó a Lisias y a su hermano Polemarco de todas sus posesiones. Cuando mataron a este último, Lisias huyó a una población vecina.
Regresó a Atenas en el año 403 a. C., tras la derrota de los Treinta Tiranos y el restablecimiento del gobierno democrático. Emprendió entonces acciones legales contra Eratóstenes, el tirano responsable de la muerte de su hermano.
Platón alude a Lisias y a su familia en la República y en el Fedro.

## Obra
Lisias se ganó la vida como logógrafo, escribiendo discursos para los litigantes y transformándose en la figura más destacada de la oratoria judicial ática. Su biografía se refleja en la doble vertiente de su obra: por una parte, dedicado a la enseñanza de la retórica y a escribir discursos por encargo; y, por otra, consagrado a la tarea política de la restauración de la democracia en Atenas y a la persecución de los tiranos mediante sus discursos. Llegó a escribir 233 discursos, de los que sólo se ha conservado una treintena. Los más conocidos son Contra Eratóstenes (Κατὰ Ἐρατοσθένους), Defensa en el juicio contra Simón (Πρὸς Σίμωνα ἀπολογία) y Sobre el asesinato de Eratóstenes (Ὑπὲρ τοῦ Ἐρατοσθένους φόνου ἀπολογία).

## Estilo
Tenía un talento incomparable para adaptar sus discursos al carácter de sus clientes. Los rasgos más destacados de su estilo, como demuestran las obras que de él se conservan, eran la pureza, la sencillez y la claridad.[cita requerida]